# Hadena glaciata
Hadena glaciata là một loài bướm đêm trong họ Noctuidae.